# بخش آسمان‌آباد
بخش آسمان‌آباد، یکی از بخش‌های شهرستان چرداول در استان ایلام ایران است. مرکز این بخش، شهر آسمان‌آباد است.

## تقسیمات کشوری
- بخش آسمان‌آباد
  - دهستان کل کل
  - دهستان آسمان‌آباد

شهر: آسمان‌آباد

## جمعیت
بر پایه سرشماری عمومی نفوس و مسکن در سال ۱۳۹۵، جمعیت بخش آسمان‌آباد برابر با ۱۲٬۱۷۵ نفر بوده‌است.